# Compañía de Ingenieros de Combate 601
La Compañía de Ingenieros de Combate 601 (Ca Ing Comb 601) fue una subunidad independiente del arma de ingenieros del Ejército Argentino formada para la Guerra de las Malvinas con efectivos de la Escuela de Ingenieros.

## Historia
Surgió a propuesta del director de la Escuela de Ingenieros, aprobada por el Comando de Ingenieros, disponiendo la formación de una compañía de ingenieros para reforzar las fuerzas de las Islas Malvinas. Así, fue desplegada, al mando del mayor Jorge Luis Amaro Etienot, en apoyo directo al Regimiento de Infantería 3 y Regimiento de Infantería 7. Como elemento dependía de la Agrupación de Ingenieros Malvinas, al mando del coronel Manuel Dorrego, cumpliendo tareas de construcción de campos minados, obstáculos y voladuras.
Su misión más importante fue la voladura del puente en Fitz Roy, ejecutado el 2 de junio de 1982, demorando el avance británico hacia Puerto Argentino, y posibilitando el desastre de Fitz Roy seis días después, propiciado por los bombardeos con Douglas A-4 Skyhawk de la Fuerza Aérea Sur.